# 吉里法尔科
吉里法尔科（義大利語：Girifalco），是意大利卡坦扎罗省的一个市镇。总面积43.1平方公里，人口6222人，人口密度144.4人/平方公里（2009年）。ISTAT代码为079059。